# EuroVelo 9 Jantarska pot
EuroVelo 9 (EV9), imenovana Jantarska pot - je 1930 km dolga kolesarska pot EuroVelo, ki poteka od mesta Gdańsk na Poljskem ob Baltskem morju do Pulja na Hrvaškem ob Jadranskem morju. Imenuje se po Jantarski poti, saj so zgodovinsko dragoceni jantar, najden v baltski regiji, po poteh, kot je ta, prenašali do Sredozemsega morja. Ta kolesarska pot v smeri sever-jug poteka skozi Srednjo Evropo in zaporedno skozi šest držav: Poljsko, Češko, Avstrijo, Slovenijo, Italijo in Hrvaško.

## Pot
Od januarja 2014 je pot EV9 v nekaterih državah končana, v drugih pa ne.

## Na Poljskem
Od januarja 2014 je EV9 na Poljskem delno dokončana, vendar poti niso povezane, zato poteka veliko vožnje po javnih cestah. Dokončana naj bi bila do leta 2017/2018.
Na Poljskem se EV9 (na Poljskem označena tudi kot R9) začne pri mestu Gdańsk in poteka ob reki Visli proti jugu skozi mesta Tčev, Grudziądz, Bidgošč in Inovroclav. Leta 2020 je Kujavsko-pomeransko vojvodstvo Sejmik spremenilo pot: odstranilo Inovroclav in dodalo Labičin in Żnin.
Od tam gre do zgodovinskega mesta Poznanj mimo stare prestolnice Poljske Gniezno. Iz Poznanja se EV9 usmeri proti jugu do mesta Vroclav – pomembnega zgodovinskega mesta ob reki Odri in Unescovega območja. Od tam se nadaljuje do Gluholazija na poljsko-češki meji v Sudetskem gorovju.
Poljski del bo eden najbolj ravnih odsekov celotne EV9. Poteka skozi veliko naravnih in zgodovinskih znamenitosti, kot sta krajinski park Visla in narodni park Velikopoljska.

## Na Češkem
Od januarja 2014 je EV9 na Češkem dokončana od Brna do avstrijske meje. Preostali del kolesarske poti poteka po javnih cestah.
Od meje s Poljsko EV9 poteka najprej skozi zgodovinsko regijo Češke Šlezije, skozi hribovje Vzhodni Sudeti. Nato poteka skozi zgodovinsko regijo Moravsko, skozi mesto Litovel na poplavnih ravnicah reke Morave do Olomouca, pomembnega zgodovinskega mesta in območja Unesca. Od tam se pot nadaljuje skozi ravno in rodovitno območje, znano kot Haná, nato preko Moravskega krasa, edinstvenega območja, polnega jam, preden prispe v drugo največje mesto na Češkem, Brno.
Od Brna je pot speljana po ravnini do Mikulova in Pálavskega gričevja z okoliškimi vinogradi, preden pride na območje Unescove kulturne krajine Lednice–Valtice. Nato EV9 poteka skozi območje poplavnih gozdov in mimo zgodovinskih spomenikov do mesta Břeclav.

## V Avstriji
Januarja 2014 je bila EV9 v Avstriji v celoti dokončana.
Ko pripelje s češke meje, EV9 poteka skozi vinsko regijo Weinviertel, mimo podeželja bučnih in koruznih polj, preden pride v avstrijsko prestolnico Dunaj. Od Dunaja do Mönichkirchna EV9 sledi poti Thermenradweg (kolesarska pot po termah), kjer ob toplih mineralnih vrelcih nastajajo zdravilišča. Nato EuroVelo 9 vodi preko Štajerske do Radgone blizu slovenske meje in gre po odseku znane kolesarske poti R2 Murradweg (kolesarska pot ob reki Muri) ter se v Špilju usmeri do slovenske meje.

## V Sloveniji
Od januarja 2014 je EV9 v Sloveniji še v razvoju: čeprav je pot že mogoče prekolesariti, ta poteka na prometnih cestah.
V Sloveniji se EV9 začne na meji z Avstrijo, na kratko prečka Italijo, preden se spet vrne v Slovenijo in konča na obmorski meji s Hrvaško. Pot poteka skozi čudovito pokrajino in zgodovinska mesta, kot sta Maribor in prestolnica Ljubljana.

## V Italiji
Od januarja 2014 je EV9 v Italiji še vedno v razvoju: čeprav je pot že mogoče prekolesariti, ta poteka na prometnih cestah.
EV9 naredi le kratek izlet v Italijo iz Slovenije, da pelje skozi staro pristaniško mesto Trst, preden ponovno prečka mejo proti jugu v Slovenijo.

## Na Hrvaškem
Od januarja 2014 je EV9 na Hrvaškem še v razvoju: čeprav je pot že mogoče prekolesariti, ta poteka na prometnih cestah.
Na Hrvaškem se EuroVelo 9 konča s prehodom preko hribov in dolin zahodne Istre, kjer nudi pogled na morje in pokrajino. EV9 se konča v Pulju, mestu, katerega zgodovina sega dlje od klasičnih časov. Na svoji poti poteka skozi mesta Umag, Poreč, Pulj, mimo Limskega kanala; Stolnico Marijinega vnebovzetja Poreč, ki je na Unescovem seznamu svetovne dediščineje mogoče obiskati v Poreču.

## Galerija
- EV9 (tukaj avstrijska kolesarska pot 91) med Mistelbach in Poysdorf v Spodnji Avstriji, Avstrija.
- EV9 (R9) znaki kolesarske poti pri Jezeru Malta v Poznańu, Poljska.
- EV9 po mestu Brno, Južna Moravska, Češka.
- EV9 kot "Thermenradweg" vzdolž kanala Dunajsko Novo mesto blizu Baden v Spodnji Avstriji, Avstrija.